# Stelis distans
Stelis distans är en enhjärtbladig växtart som beskrevs av Carlyle August Luer och Alexander Charles Hirtz. Stelis distans ingår i släktet Stelis och familjen orkidéer.
Artens utbredningsområde är Ecuador. Inga underarter finns listade i Catalogue of Life.